# 鰭崎英朋
鰭崎 英朋（ひれざき えいほう、明治13年（1880年）3月29日 - 昭和43年（1968年）11月22日）は、明治時代から昭和時代にかけての浮世絵師、挿絵画家、日本画家。

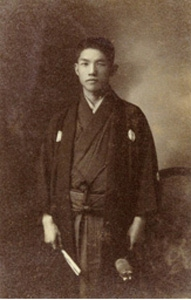
鰭崎英朋　1915年

## 来歴
右田年英及び川端玉章の門人。号は英朋、別号に絢堂、晋司。本名は太郎。
明治13年、東京市京橋区入船町3丁目（現：中央区入船2丁目）に生まれた。父親は小枝（さえだ）という姓で、京都出身の飾り職人であったがすでに行方不明だった。母のラクは当時16歳で、女性一人で英朋を育てることは不可能であり、英朋を自分の父母である斉藤与八とヨシに託し、他家に嫁いでいった。「鰭崎」という珍しい姓は、画姓ではなくこの祖母ヨシの姓である。その昔、先祖が源頼朝にご馳走を振る舞った所、頼朝の喉に魚の骨が刺さり、「鰭が刺さった」ことに由来するという。
明治21年（1888年）4月、築地明教学校に入学した。明治25年（1892年）12歳で日本橋区蛎殻町2丁目1番地（現：中央区日本橋蛎殻町）の履物商、竹下嘉三郎のところに7年間の丁稚奉公に上がり、真面目な仕事ぶりから奉公先で可愛がられ、早くも16歳で番頭を任される。明治30年（1897年）17歳のある時、主家の子供たちと絵を描いて遊んでいると、主人が英朋に「絵描きになりたいか？」と聞かれ、即座に「はい！」と答えたという。そこで主人は、知人を通じて英朋を右田年英に紹介し、残っていた2年の年期も免除している。右田年英は、浮世絵師で月岡芳年の門人で、同門に河合英忠、笹井英昭、伊東英泰らがいる。師から英朋の号を貰い、明治31年に向島百花園に建てられた「月岡芳年翁之碑」の裏には、年英の門人16名と水野年方の門人15名の名が刻まれており、英朋の名前もその中に含まれている。同明治31年3月18日から5月17日まで開催された日本絵画協会第4回絵画共進会に「山内一豊が妻」という作品を出品、4月11日付けの「東京朝日新聞」に「新橋芸妓手古舞」の挿絵が掲載された。これには「英朋補筆」とあり、師年英筆の絵の補筆をしたものであった。
明治34年（1901年）に鏑木清方ら同志とともに「烏合会」を結成する。同年5月16日付けの「東京朝日新聞」において5月15日の大相撲夏場所初日から英朋初の相撲取組を扱った挿絵が掲載され、以降、毎場所ごとに掲載、大正12年（1923年）1月場所の千秋楽（紙面は2月5日付け）まで続けられている。その後、続いて明治37年（1904年）川端玉章に師事、円山派の画法を学ぶ。明治39年（1906年）、文部省図書課の嘱託となって昭和15年（1940年）ころまで国定教科書の挿絵を描いている。明治40年（1907年）に錦絵「大日本少年鑑」3種を版行している。また、大正6年（1917年）、英朋は井沢蘇水、野田九浦、本田穆堂、北野恒富、三井万里、幡恒春らとともに合計22人により、芸術社という日本画研究団体を起こし、同展覧会にも作品を出品した。大正13年（1924年）、池田輝方、島成園、鴨下晁湖ら合計11人で共作をした新版画「新浮世絵美人合　四月　さつき」を版行した。また、この年の1月号から『講談倶楽部』の挿絵を担当し始める。
昭和3年（1928年）、日本挿画家協会が設立され、英朋自身も会員になり、昭和10年（1935年）頃には委員に名を連ねている。また、同昭和3年に戸塚町下戸塚400（現・新宿区高田馬場）に転居している。さらに昭和5年（1930年）には小石川区白山前町48（現・文京区白山）に転居、日本挿画家協会会員有志編として『日本挿画選集』をユウヒ社から刊行、これに英朋の作品も掲載される。昭和10年7月20日、鶴岡八幡宮に「静御前の舞」という作品を奉納。昭和12年（1937年）、57歳の時、講談社の絵本『花咲爺』を手掛けている。翌昭和13年（1938年）、再び鶴岡八幡宮に「流鏑馬神事」を奉納した。昭和15年（1940年）11月20日から29日まで日本電報通信社主催による「明治・大正・昭和挿絵文化展」が日本橋三越にて行われ、「続風流線」などの作品を出品、その後、12月18日から22日までの間、大阪の三越に展示された。
昭和36年（1961年）5月から翌年1月まで、『大相撲画報』に「輝く土俵」という相撲取組絵を連載した。昭和43年（1968年）に自宅において88歳で没。法名は大心院麗妙英朋居士。遺骨は本所吾妻橋の桃青寺に埋葬された。
弟子に神保朋世、石井朋昌、福井義朋、林朋春、瀧井霞朋、窪田朋山、渡辺朋水、塚本朋山、内田朋直などがいる。

## 画風
作画期は明治から昭和期で、美人画、幽霊画、相撲絵を得意としていた。英朋は生涯において新聞や雑誌の連載小説の挿絵を多く描いたほか、明治大正期の「東京朝日新聞」において大相撲の取組絵を執筆、絵本や国定教科書の挿絵も手がけている。

## 作品

### 日本画
| 作品名             | 技法     | 形状・員数                  | 寸法（縦x横cm） | 所有者               | 年代                   | 出品展覧会         | 落款・印章     | 備考 |
| ------------------ | -------- | --------------------------- | --------------- | -------------------- | ---------------------- | ------------------ | -------------- | --- |
| 鑓権三重帷子       | 紙本著色 |                             |                 | 横浜美術館           | 明治37年（1904年）秋   | 烏合会第10回展出品 |                | |
| 片岡邸             | 絹本著色 | 六曲一隻押絵貼屏風のうち1面 | 172.5x84.8      | 豊川稲荷             | 明治38年（1905年）     |                    | 款記「英朋」   | 徳富蘆花のベストセラー『不如帰』の5つの場面を、5人の画家が絵画化したもの（第1扇は山岸荷葉による題字）。英朋は第5扇のヒロイン浪子が結核で他界する場面を担当。元は本郷座による舞台化の際に制作された絵看板だったが、後に本郷座座主・阪田庄太が屏風に仕立て豊川稲荷に奉納された。 |
| 蚊帳の中の幽霊     | 絹本著色 |                             |                 | 全生庵コレクション   | 明治39年（1906年）夏   |                    |                | |
| 生さぬ仲           | 絹本着色 | 1幅                         | 142.0x109.5     | 福富太郎コレクション | 大正2-3年（1913-14年） |                    | 款記「英朋筆」 | |
| 伏姫               | 絹本著色 |                             |                 | 館山市立博物館       | 大正9年（1920年）      |                    |                | |
| 絵本「花咲爺」原画 | 絹本著色 |                             | 28.0x42.0（各） | 講談社               | 昭和12年（1937年）     |                    |                | |

### 錦絵
- 「大日本少年鑑」3種 明治40年（1907年）
- 「新浮世絵美人合　四月　さつき」 村上版　大正13年　ムラー・コレクション
- 「相撲四十八手」 昭和15年‐昭和16年ころ 「打棄り（うっちゃり） 双葉山‐鏡岩」、「常陸山‐梅ケ谷」、「太刀山‐栃木山」の3点が知られる。英朋が昭和14年に自宅を錦絵研究社の本部として出版。
- 「関脇照国万歳」 財団法人大日本相撲協会出版部版 昭和16年（1941年）

### 木版口絵
- 『思ひざめ』 後藤宙外作 橋南堂 明治40年
- 『生さぬ仲』前中後続 柳川春葉作 文淵堂 大正2年
- 『生さぬ仲 合本』 柳川春葉作 文淵堂 大正2年
- 『かたおもひ』全5巻 柳川春葉作 文淵堂 大正3年
- 『二人静』 柳川春葉作 文淵堂 大正9年
- 『復讐』前後 前田曙山作 講談社 大正15年